# البارعي (الزاهر)

تعديل مصدري - تعديل

البارعي هي إحدى قرى عزلة الزاهر بمديرية الزاهر التابعة لمحافظة البيضاء، بلغ تعداد سكانها 216 نسمة حسب تعداد اليمن لعام 2004.